# Marilyn Bell
Marilyn Grace Bell Di Lascio, född den 19 oktober 1937 i Toronto, Kanada, är en före detta långdistanssimmare. Hon var den första att simma över Ontariosjön, vilket hon gjorde blott sexton år gammal. Hon simmade senare även över Engelska kanalen och Strait of Juan de Fuca.

## Utmärkelser
1956 fick hon utmärkelsen "Canadian Newsmaker of the Year", "Årets kanadensiska idrottare" och Bobbie Rosenfeldt-priset som "Årets kvinnliga idrottare". 1958 valdes hon in i "Canada's Sports Hall of Fame". 1993 kom hon med i "Canadian Swimming Hall of Fame".